# Sphaerodactylus parthenopion
Sphaerodactylus parthenopion — вид геконоподібних ящірок родини Sphaerodactylidae. Ендемік Британських Віргінських Островів.

## Поширення і екологія
Sphaerodactylus parthenopion мешкають на островах Верджин-Горда, Тортола і Москіто. Вони живуть на кам'янистих схилах пагорбів, порослих низькорослими ксерофітними лісами, де ховаються під камінням, а не серед опалого листя, як це роблять інші представники роду. Зустрічаються на висоті до 530 м над рівнем моря. Відкладають яйця.

## Збереження
МСОП класифікує цей вид як такий, що перебуває під загрозою зникнення. Sphaerodactylus parthenopion загрожує хижацтво з боку інтродукованих ссавців, особливо щурів, а також кліматичні зміни.